# On the Beach (Chris Rea)
On the Beach è l'ottavo album in studio del musicista e cantante britannico Chris Rea, pubblicato nel 1986.

## Tracce
1. On the Beach – 5:04
2. Little Blonde Plaits – 4:17
3. Giverny – 5:39
4. Lucky Day – 3:57
5. Just Passing Through – 5:20
6. It's All Gone – 7:28
7. Hello Friend – 4:19
8. Two Roads – 3:44
9. Light of Hope – 4:34
10. Auf Immer und Ewig – 4:11
11. Freeway – 4:12
12. Bless Them All – 2:30
13. Crack That Mould – 4:34